# 五塊厝 (雲林縣)
23°45′56″N 120°19′5″E / 23.76556°N 120.31806°E
五塊厝，是台灣雲林縣崙背鄉的一個傳統地域名稱，位於該鄉南部偏東。相較於今日行政區，其範圍大致為五魁村東大半部。

## 歷史
台灣清治末期至日治初期，五塊厝地區為一街庄，稱為「五塊厝庄」，隸屬於布嶼堡。該庄西北與貓兒干庄為鄰，北與舊庄為鄰，東與崩溝藔庄、崙背庄為鄰，南邊為阿勸庄，西邊為大有庄。
1901年（日治明治三十四年）11月，全台廢縣廳改設二十廳，該庄隸屬於斗六廳。1903年（明治三十六年）6月，該庄編入「崙背區」，隸屬於斗六廳。1909年（明治四十二年）10月，合併二十廳為十二廳，崙背區改隸屬於嘉義廳。1920年（大正九年），全台地方制度大改正，廢十二廳改設五州二廳，該庄改制為「五塊厝」大字，隸屬於臺南州虎尾郡崙背庄。
戰後崙背庄改制為崙背鄉，隸屬於臺南縣，大字亦改制為村。1946年8月25日，崙背、麥寮分治，本地區仍隸屬於崙背鄉。1950年10月，雲、嘉、南分治，崙背鄉改隸屬於雲林縣。

## 聚落
本地區發展較早的聚落為五塊厝，在日治期初期的官方地圖上已有記載。五塊厝其中一部份地區被當地村民稱為兵仔寮。是民國時期國民政府建立的「五常報國農莊」，因此現全五魁村門牌皆寫作五常。

## 交通
縣道154號（下街）是麥寮六輕廠至林內的道路，也是雲林縣最北側的橫貫縣道，大致以西北西—東南東走向經過本地區北部邊界外不遠處的舊庄地區。由該道路向西北西可前往麥寮的六輕廠；向東南東轉東可前往二崙中北部、西螺、莿桐中北部、林內等地。
縣道156號（五常路、中山路）是麥寮鄉至莿桐鄉饒平的道路，也是雲林縣主要的橫貫道路之一，大致以西微南—東微北走向轉西北微西—東南微南走向經過本地區南部邊界地帶。由該道路向西微南可前往阿勸與大有交界地帶、大有、興化厝中部、麥寮並止於省道台17線路口；向東南微南可前往崙背市區、二崙南部、西螺南部、莿桐並止於縣道154號路口。
鄉道雲11線是豐榮（貓兒干）至阿勸的道路，大致以西北微北—東南微南走向轉北向南經過本地區西部邊界，並與縣道156號交會於本地區西南角附近後，轉東血西與其共線並離境。由該道路向西北微北可前往大有與貓兒干交界地帶、貓兒干並止於縣道154號路口；向西至路口轉南獨行（共線約110公尺）可前往阿勸並止於鄉道雲6線路口。
鄉道雲13線是草湖至鹽園的道路，大致以西北微北—東南微南走向經過本地區北部及東部，並與縣道156號交會於本地區南部邊界東側後轉南南西出境。由該道路向西北微北可前往舊庄、草湖並止於鄉道雲10線路口；向南南西可前往阿勸地區東部略偏南並止於鄉道雲16線路口（鹽園聚落南微西郊，較接近中厝聚落）。
鄉道雲13-1線是下竹圍至下店仔的道路，大致以北微東—南微西走向轉北向南經過本地區中部偏西地帶，並與縣道156號交會於本地區南部邊界略偏西側後出境。由該道路向北微東可前往舊庄地區西南部的下竹圍聚落並止於鄉道雲13線路口；向南可前往阿勸地區中部下店仔聚落東南側並止於鄉道雲6線路口。

## 學校
- 崙背國小五魁分班、目前已廢校